# Triatlón en los Juegos Asiáticos de 2014
El triatlón en los Juegos Asiáticos de 2014 se realizó en Incheon (Corea del Sur) del 24 al 25 de septiembre de 2014. En total fueron disputadas en deporte tres pruebas diferentes: una masculina, una femenina y una por relevo mixto.

## Resultados
| Evento       | Oro                                                    | Plata                                                         | Bronce                                     |
| ------------ | ------------------------------------------------------ | ------------------------------------------------------------- | ------------------------------------------ |
| Masculino    | Yuichi Hosoda Japón                                    | Hirokatsu Tayama Japón                                        | Bai Faquan China                           |
| Femenino     | Ai Ueda Japón                                          | Juri Ide Japón                                                | Wang Lianyuan China                        |
| Relevo mixto | Yuka Sato Hirokatsu Tayama Ai Ueda Yuichi Hosoda Japón | Jeong Hye-Rim Heo Min-Ho Kim Gyu-Ri Kim Ji-Hwan Corea del Sur | Duan Zhengyu Huang Yuting Bai Faquan China |

## Medallero
| Núm. | País          | Oro | Plata | Bronce | Total |
| ---- | ------------- | --- | ----- | ------ | ----- |
| 1    | Japón         | 3   | 2     | 0      | 5     |
| 2    | Corea del Sur | 0   | 1     | 0      | 1     |
| 3    | China         | 0   | 0     | 3      | 3     |
|      | TOTAL         | 3   | 3     | 3      | 9     |